# Corolamos
Corolamos est un roi du peuple celte des Boïens, dont le règne se situe à la fin du IIe siècle av. J.-C. Il nous est connu par une mention de Tite-Live, dans l’Histoire romaine.

## Protohistoire
Selon Tite-Live, alors que l’armée de Marcellus établit son campement sur le territoire des Boïens, elle est attaquée et défaite par Corolamos, qui aurait fait 3 000 victimes (196 av. J.-C.)
« Pendant que la Grèce, la Macédoine et l’Asie étaient le théâtre de ces événements, une conspiration d’esclaves pensa mettre l’Étrurie en feu. Le soin de rechercher et de punir les coupables fut confié au préteur M. Acilius Glabrio, qui était chargé de juger les procès entre les Romains et les étrangers. Il partit avec une des deux légions urbaines, trouva les esclaves en armes, leur livra bataille, les vainquit, en tua un grand nombre et leur fit beaucoup de prisonniers. Les chefs de la conspiration furent battus de verges et mis en croix ; les autres furent rendus à leurs maîtres.

Les consuls se mirent en route pour leurs départements. Marcellus entra sur le territoire des Boiens ; la fatigue d’une journée tout entière de marche ayant épuisé ses soldats, il s’occupait d’établir son camp sur une éminence, lorsque Corolamos, roi des Boïens, vint l’attaquer à la tête de forces nombreuses, et lui tua près de trois mille hommes. Parmi les personnages de distinction qui perdirent la vie dans cette surprise, étaient les préfets des alliés T. Sempronius Gracchus et M. Iulius Silanus, ainsi que les tribuns militaires, M. Ogulnius et P. Claudius, de la seconde légion. Cependant les Romains continuèrent les fortifications de leur camp et le défendirent vigoureusement, malgré les efforts de l’ennemi que son succès avait animé. »
— Tite-Live, Histoire romaine, Livre XXXIII, 36.

## Sources et bibliographie
- Venceslas Kruta, Les Celtes, Histoire et Dictionnaire, page 561, éditions Robert Laffont, coll. « Bouquins », Paris, 2000,  (ISBN 2-7028-6261-6)
- John Haywood (intr. Barry Cunliffe, trad. Colette Stévanovitch), Atlas historique des Celtes, éditions Autrement, Paris, 2002,  (ISBN 2-7467-0187-1)
- Bibliographie sur les Celtes

## Wikisource
- Tite-Live, Histoire romaine, Livre XXXIII.